# Maurizio Setti
Maurizio Setti (Carpi, 5 giugno 1963) è un imprenditore e dirigente sportivo italiano.

## Biografia
Diplomato in ragioneria, è stato sposato e ha due figli, ora si accompagna con Patrizia Ricci. Possiede un aereo storico "Falchetto" ed è appassionato della Vespa di cui possiede un esemplare del 1951, che era esposto nell'atrio della sua ex azienda a Carpi.

## Attività imprenditoriale

### Gruppo Antress
Inizia a lavorare come fotografo e successivamente, prima del servizio militare, come magazziniere e autista in un'azienda di moda a Carpi per poi cominciare l'attività imprenditoriale a 22 anni, insieme ad amici, producendo maglieria per i grossisti. Per superare la crisi del settore "conto terzi", nel 1989 crea il Gruppo Antress e punta sul primo marchio proprio, E-Gò, assieme alla socia e stilista Sonia De Nisco, che viene proposto alle catene come Camaieux e Promod. Successivamente acquisisce il marchio Manila Grace e lo sviluppa affidandolo alla stilista Alessia Santi, azionista al 20%. Negli anni attorno al 2010 le due aziende, grazie alla creazione sul mercato italiano di negozi mono-marca, alla distribuzione capillare in negozi multimarca e all'internazionalizzazione dei marchi, riscuotono molto successo. 
Nel 2011 le due aziende vengono fuse nell'unica società Antress Industry Spa che accentra il core business del gruppo. A giugno 2012 Setti ha la maggioranza relativa delle quote ed è l'amministratore unico della holding Moulin Rouge SpA, che controlla la Antress Industry SpA (fatturato di circa 55 milioni di Euro), di cui è Presidente del CdA. È amministratore unico della Tex-Spread Srl che fa parte dell'indotto di Antress e possiede la Sfinge Srl e la Murales Srl, due società immobiliari create ad hoc per gestire tutto quanto riguarda l'ambito retail. A fine 2014 il marchio E-gò (Eurofel) è stato trasformato in "SDN - Sonia de Nisco" con la conversione dei negozi E-gò in punti vendita Manila Grace e la creazione di una collezione chic destinata ad una clientela più agiata. Nel 2015 c'è il rilancio del marchio di maglieria Sinä ja??? e l'inserimento degli accessori nelle collezioni Manila Grace (grande successo riscuote la Felicia Bag) 
Nel 2016, con un finanziamento da un milione di euro garantito da SACE (partecipata al 100% dalla Cassa Depositi e Prestiti) in una iniziativa a sostegno dei piani di sviluppo internazionali, apre quattro boutique monomarca e un outlet in Polonia, e due negozi a Berlino. Nel luglio 2018 acquisisce la licenza del marchio "KI6? Who are you" di abbigliamento donna per sviluppare la produzione e distribuzione a livello nazionale ed internazionale; nel successivo settembre, a seguito dell'uscita dalla società di Alessia Santi, assume Gaetano Navarra come direttore creativo di Manila Grace e, a fine anno, tramite Tenax capital, Antress industry emette un prestito obbligazionario da 4 milioni di euro, aumentabile fino a 7 milioni nel 2019, per finanziare gli investimenti in Italia e all'estero per lo sviluppo della società. 
A fine maggio 2023, dopo un'importante perdita economica subita durante il periodo del covid e non risolta, la società Antress Industry controllata tramite la holding Moulin Rouge, sempre di proprietà di Setti, è stata ammessa dal tribunale di Modena al concordato preventivo in bianco, in modo da avere un periodo di tempo limitato e definito per cercare di fare una proposta ai creditori o cedere il marchio e salvare il posto ai 100 dipendenti. Il successivo 5 agosto il Gruppo Casillo, che gestisce già la linea "Manila Grace Girl", annuncia di subentrare nella gestione della linea donna salvando il marchio. Dopo la revoca del primo concordato perché l’offerta del Gruppo Casillo non era totalmente coerente ai parametri stabiliti dal Tribunale, il 16 gennaio 2024 lo stesso gruppo campano acquista, tramite l’asta pubblica, il marchio Antress Industry, che nel frattempo è passata da 93 a 35 dipendenti, per 700 mila euro, chiudendo definitivamente l'era Setti.

### Garelli
A metà novembre 2018, insieme ad altri imprenditori riccionesi e alla ditta sammarinese Armony, intraprende il rilancio del marchio motociclistico Garelli: dapprima si tratta di un contratto d’affitto che in pochi anni dovrebbe sfociare nell'acquisto dell'azienda con diverse quote di partecipazione divise tra le varie figure.

## Attività sportiva

### Carpi e Bologna
Ha militato in gioventù nei dilettanti dell'Athletic Carpi ricoprendo il ruolo di centrocampista. È stato socio per tre anni dal 2008 al 2011 del Carpi F.C. con cui ha conquistato due promozioni e dal 2011 fino al 2012 è stato comproprietario e vicepresidente del Bologna (nell'"operazione salvataggio" della società felsinea).

### Hellas Verona
Nella primavera del 2012, ha rilevato l'Hellas Verona dall'allora proprietario Giovanni Martinelli. Inizialmente entrato come socio di maggioranza con l'80% delle quote, nel marzo del 2013 acquista l'intero pacchetto azionario del club diventandone proprietario unico. Al termine della stagione la squadra conquista la promozione in serie A, che mancava da undici anni. Nel campionato successivo in massima serie gli scaligeri sono una delle sorprese del campionato e chiudono al decimo posto. La stagione successiva ottengono il 13º posto, mentre è completamente negativa la stagione 2015-16 chiusa con il 20º posto e retrocessione in cadetteria. Nella stagione 2016-2017 la squadra si classifica al secondo posto e torna in Serie A dopo un solo anno di assenza. L'anno successivo dopo un'altra stagione negativa, conclusa con il penultimo posto e 25 punti, è retrocesso e contestato dalla tifoseria gialloblu.
Anche stavolta centra subito la promozione riportando il team in Serie A dove, con Jurić come allenatore, disputa due stagioni positive seguite dal 9º posto nella Serie A 2021-2022 con Tudor, subentrato dopo tre giornate a Di Francesco, come allenatore. Nella stagione 2022-2023, dopo aver chiuso al terzultimo posto assieme allo Spezia Calcio, ottiene, con il duo Bocchetti - Zaffaroni alla guida tecnica, subentrati a Cioffi nel corso della stagione, la salvezza vincendo 3-1 lo spareggio di Reggio Emilia l'11 giugno 2023. L'anno successivo con Baroni allenatore, dopo un inizio negativo e una rivoluzione della rosa durante il mercato di gennaio con la cessione di giocatori importanti come Ngonge e Hien, ottiene una non pronosticabile salvezza chiudendo al 13º posto.
A dicembre 2024 avvia le trattative di cessione del club a Presidio Investors; nonostante uno stallo durato un mese, l'ufficialità definitiva giunge il 15 gennaio 2025 e la carica di presidente passa a Italo Zanzi. Resta comunque come dirigente del club con la carica di Senior Advisor football operations, in pratica consulente per la parte sportiva.
Durante la sua presidenza militano nella squadra giocatori del calibro di Javier Saviola, Rafael Márquez, Luca Toni, Giampaolo Pazzini e Jorginho.

### Mantova 1911
Nel giugno del 2018 acquista le quote di maggioranza del Mantova, militante in Serie D, senza ricoprire cariche dirigenziali nell'organigramma virgiliano. Nel 2020 conquista la promozione in Serie C e la salvezza nei due anni a seguire. Nel corso del 2022 cede la metà delle quote del Mantova all'amico Filippo Piccoli ed entra a far parte del CDA in qualità di Consigliere Delegato. il 31 luglio 2023 cede le restanti quote allo stesso Piccoli, dimettendosi dal consiglio di amministrazione e uscendo del tutto dalla società virgiliana.

## Controversie
Nel 2017 la Procura Generale della FIGC apre un'inchiesta, archiviata quasi subito, per fare luce sulla proprietà del Verona: ha destato sospetti un prestito di 10 milioni tra la HV7, la società attraverso cui Setti controlla il club scaligero, e la San Rocco Immobiliare di Gabriele Volpi, ex patron dello Spezia Calcio. Nel luglio 2014 il giocatore paraguayano Juan Iturbe viene acquistato per 15 milioni di euro dall'Hellas, dove era in prestito, e viene ceduto alla Roma solo due settimane più tardi per 22 milioni: lo stesso Volpi per mezzo di una offshore panamense, secondo L'Espresso, ha ricevuto il diritto a ottenere il 20% da una futura cessione del giocatore.
Il 10 dicembre 2019 la Santa Benessere & Social presenta istanza di fallimento al Tribunale di Bologna nei confronti della HV7 di Setti che deve a Volpi in tutto circa 18 milioni di euro; il patron del Verona avrebbe trasferito le azioni del club dalla HV7 alla HV23, entrambe in liquidazione, e poi alla Star Ball Srl per evitare di pagare il debito. Il 3 febbraio 2021 la Corte di Appello annulla le sentenze del Tribunale di Bologna che aveva dichiarato il fallimento delle società H23 e HV7 in quanto l'H23 ha la capacità economica per pagare gli eventuali creditori e HV7 non debitrice della Santa Benessere & Social. Il 13 maggio 2021 viene indagato dalla procura di Bologna per appropriazione indebita e autoriciclaggio eseguita dalle casse della società calcistica per ristrutturare un’altra società per evitarne il fallimento. La Guardia di Finanza ha contestualmente eseguito il sequestro 6,5 milioni di euro, ritenuto l'importo sottratto. Secondo il GIP che ha firmato il sequestro preventivo, Setti “per acquistare e gestire la società Hellas Verona si è interamente fatto finanziare da società riconducibili a Volpi”.
Il 13 aprile 2022 la Corte di cassazione ha annullato il sequestro preventivo dei 6,5 milioni di euro che il Tribunale del Riesame di Bologna aveva confermato, e, il successivo 26 settembre, è prosciolto, assieme al Verona, anche dalla Procura FIGC dall'accusa di autoriciclaggio. Il 6 dicembre 2023, è indagato assieme all'Hellas Verona in un procedimento per falsa fatturazione di una società terza. Il 20 dicembre 2023, sempre per la querelle con Volpi, la GdF sequestra il 100% delle azioni dell'Hellas Verona ed è indagato per bancarotta. Il 18 marzo 2024, attraverso il sito dell'Hellas Verona, annuncia la definizione di tutte le controversie civili e penali con le società di Volpi.